# Ferrari 375

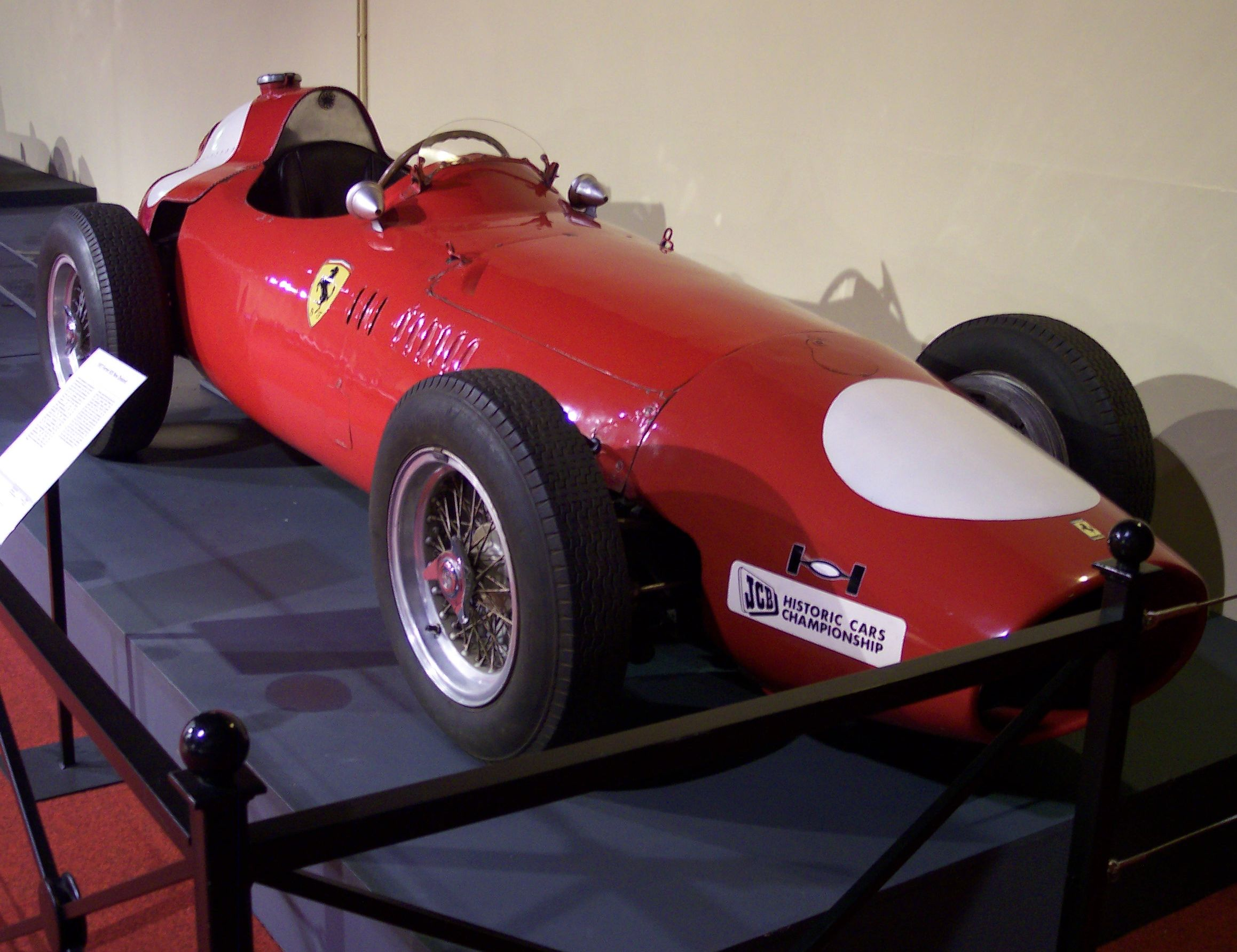
Une Ferrari 375 Indy.

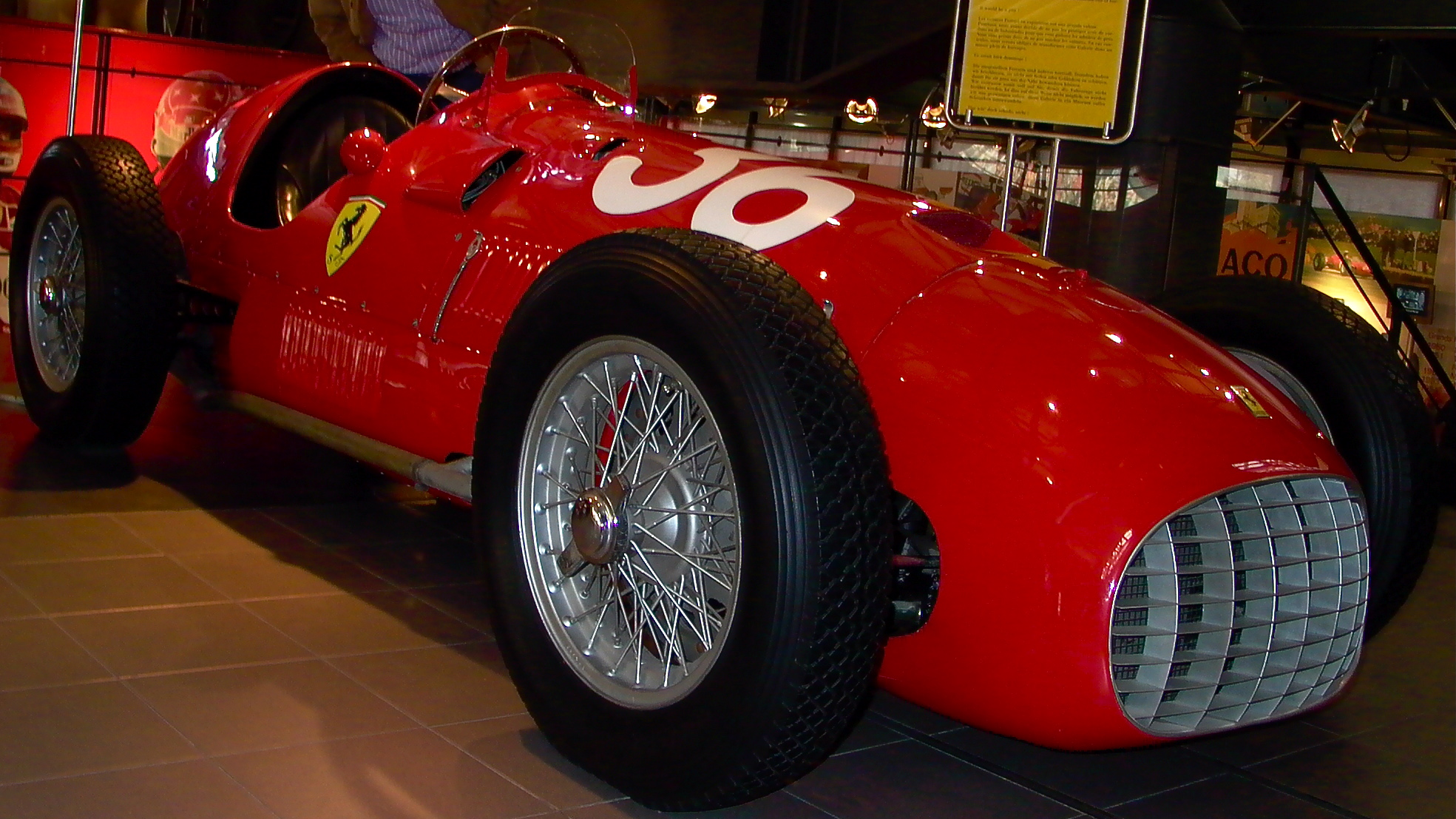
La 375 F1 utilisée par la Scuderia en Formule 1.

Ferrari 375 est une série d'automobiles sportives et de monoplaces de compétition développée dans les années 1950 par le constructeur italien Ferrari et son écurie de Formule 1, la Scuderia Ferrari.
L'ensemble de la gamme possède un moteur V12 Lampredi initialement développé pour la Formule 1 puis recyclé pour des modèles de route après la limitation à 2 litres de la cylindrée des F1.

## Modèles de Formule 1

### Ferrari 375 Plus

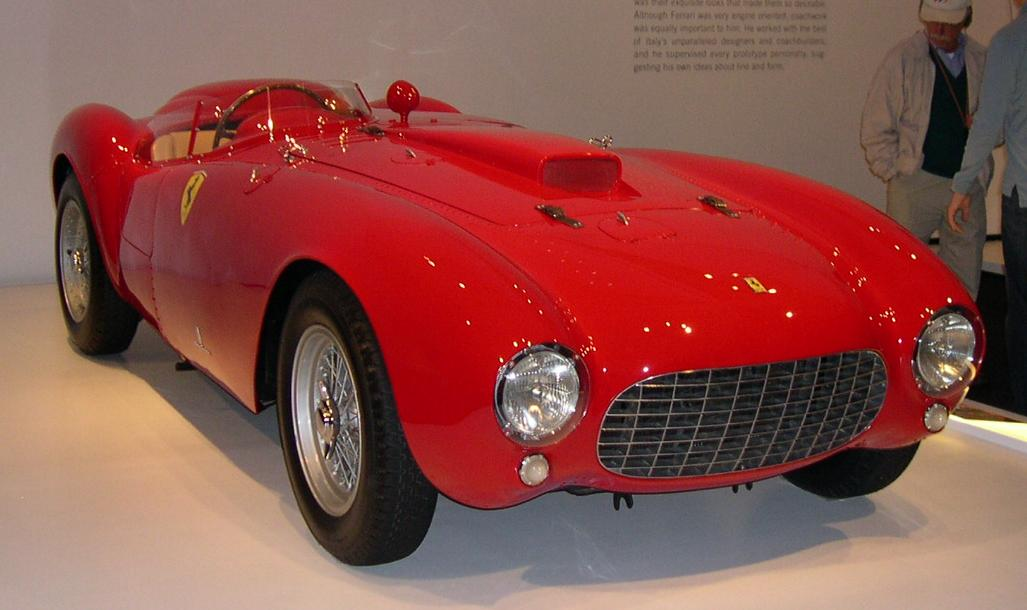
Ferrari 375 Plus

La 375 Plus est un spider de course produit à huit exemplaires en 1954.
Elle remportera les 24 Heures du Mans 1954 avec le Français Maurice Trintignant et l'Argentin José Froilán González à son volant, le Grand Prix automobile d'Agadir, avec Giuseppe Farina, et la Carrera Panamericana avec Umberto Maglioli. Elle permet alors à Ferrari de remporter le titre constructeur planétaire du Championnat du monde des voitures de sport 1954.